# Yusnier Viera
Yusnier Viera Romero (1982, Bejucal, La Habana, Cuba) es considerado uno de los mejores calculistas de todos los tiempos. Es reconocido por quebrar en múltiples ocasiones el récord mundial en fechas del calendario. Además, ha participado en Campeonatos Mundiales de Memorización siendo el único humano con resultados relevantes tanto en el Cálculo Mental, así como la Memorización Mental. Posee un talento extraordinario para la matemática. Fue profesor de Análisis Numérico de la Facultad de Matemática y Computación de la Universidad de La Habana desde 2005 hasta finales del 2007 cuando emigra a los Estados Unidos. En el último campeonato mundial de Cálculo Mental, celebrado en junio de 2010 en la ciudad de Magdeburg, obtiene la medalla de oro y el trofeo al Campeón Mundial de Fechas del Calendario. Actualmente desarrolla interesantes cursos de cálculo mental, donde pretende enseñar a todos sus técnicas de cálculo, con el fin de desarrollar habilidades mentales.

## Récords
•	El 31 de octubre de 2005 quiebra en menos de 1 hora dos marcas mundiales de Cálculo Mental en la categoría de fechas del calendario.
La competencia consiste en reconocer el día de la semana de cualquier fecha. Por ejemplo: Pregunta: 26 de abril de 1982. Respuesta: lunes.
•	Reconocer 20 fechas del actual siglo (2000-2099):
Viejo Récord: 24.94 s (Matthias Kesselchlager de Alemania).
Primer Nuevo Récord: 23.2 s (Yusnier Viera de Cuba).
Segundo Nuevo Récord: 19.8 s (Yusnier Viera de Cuba).
•	Reconocer la mayor cantidad de fechas en el rango 1600-2100 en 1 minuto:
Viejo Récord: 33 fechas (Matthias Kesselchlager de Alemania)
Nuevo Récord: 42 fechas (Yusnier Viera de Cuba)
•	El 18 de diciembre de 2006 rompe nuevamente el récord de mayor cantidad de fechas (1600-2100) en 1 minuto, esta vez se transmitió el récord en vivo por la televisión en el Canal Habana.
Viejo Récord: 45 fechas (Matthias Kesselchlager de Alemania).
Primer Nuevo Récord: 53 fechas (Yusnier Viera de Cuba).
Segundo Nuevo Récord: 56 fechas (Yusnier Viera de Cuba).
•	El 5 de diciembre de 2009 quiebra otra vez su propio récord mundial en la ciudad de Miami.
Viejo Récord: 56 fechas (Yusnier Viera de Cuba).
Nuevo Récord: 59 fechas (Yusnier Viera de Cuba).
•	En una de las proezas más grande que se haya visto en el cálculo mental el 4 de diciembre de 2010, Yusnier Viera quiebra 3 récords mundiales, otra vez en la ciudad de Miami.
•	Reconocer la mayor cantidad de fechas en el rango 1600-2100 en 1 minuto:
Viejo Récord: 78 fechas (Jan van Koningsveld de Alemania).
Nuevo Récord: 93 fechas (Yusnier Viera de Cuba).
•	Reconocer 20 fechas del actual siglo (2000-2099):
Viejo Récord: 12.72 segundos (Freddis Reyes de Cuba).
Primer Nuevo Récord: 10.76 s (Yusnier Viera de Cuba).
Segundo Nuevo Récord: 10.44 s (Yusnier Viera de Cuba).
Tercer Nuevo Récord: 9.37 s (Yusnier Viera de Cuba).
Cuarto Nuevo Récord: 9.04 s (Yusnier Viera de Cuba).
Quinto Nuevo Récord: 8.05 s (Yusnier Viera de Cuba).
•	Reconocer todas las fechas del año actual en el menor tiempo posible:
Viejo Récord: 214 s (Matthias Kesselchlager de Alemania).
Nuevo Récord: 191.44 s (Yusnier Viera de Cuba).

## Participación en Eventos
•	Ganó la I, II, III Olimpiadas Nacionales Cubanas de Cálculo y Memorización Mental implantando infinidad de récords nacionales. Actualmente posee los 6 records nacionales vigentes en cada una de las 6 modalidades competitivas.
•	Participación en la II Copa Mundial de Cálculo Mental (noviembre de 2006) celebrada en la ciudad de Giessen, Alemania, donde obtiene el 4.º lugar general entre 37 participantes invitados; mejor lugar alcanzado por un representante del continente americano en la historia de estas competencias.
•	Invitado a participar en el I Campeonato Mundial de Memoria Rápida (abril de 2007) celebrado en Murcia, España, donde alcanza el 3.er lugar en la modalidad de Memorizar Decimales en 1 segundo, alcanzando el 9.º lugar general de la competencia.
•	Invitado como Conferencista a la Tercera Gran Semana Nacional de la Matemática, Benemérita Universidad Autónoma de Puebla, México, 17 al 21 de septiembre de 2007.
•	Invitado como Conferencista a “Exact Science Conference 2010” celebrado en el Miami-Dade Collegue, InterAmerican Campus, Miami, FL, USA, el 6 de abril de 2010.
•	Participación en la IV Copa Mundial de Cálculo Mental (junio de 2010) celebrada en la ciudad de Magdeburg, Alemania, donde obtiene la medalla de oro en la categoría de Fechas del Calendario convirtiéndose en el Nuevo Campeón Mundial. Además alcanza el 6.º lugar general entre 40 participantes invitados; una vez más el mejor lugar alcanzado por un representante latinoamericano en esta competencia.
•	Invitado como Conferencista a “Exact Science Conference 2011” celebrado en el Miami-Dade Collegue, InterAmerican Campus, Miami, FL, USA, el 7 de abril de 2011.
•	Invitado a participar en la II Olimpiada Mental, que se celebrará en la ciudad de Antalya, Turquía en noviembre del 2012, luego de clasificarse al ganar el título de Campeón Mundial en Magdeburg 2010.
•	Invitado a participar en el programa SUPER CEREBROS en 2014 Ganado la primera eliminatoria por dar acierto a 40 fechas.
- Sitio Web de Yusnier Viera.
- Página de Récords
- Resultados del Campeonato Mundial 2006
- Resultados del Campeonato Mundial 2010

- Datos: Q2686661